# Metapolybia unilineata
Metapolybia unilineata är en getingart som först beskrevs av Ihering 1904.  Metapolybia unilineata ingår i släktet Metapolybia och familjen getingar. Inga underarter finns listade i Catalogue of Life.